# Делиануова
Делиануо̀ва (на италиански: Delianuova) е малко градче и община в Южна Италия, провинция Реджо Калабрия, регион Калабрия. Разположено е на 600 m надморска височина. Населението на общината е 3397 души (към 2012 г.).